# دانشگاه روح‌القدس کسلیک
دانشگاه روح‌القدس کسلیک (به عربی: جامعة الروح القدس - الکسلیک) یک دانشگاه خصوصی در لبنان است که در جونیه واقع شده‌است.

## رنکینگ
بر اساس نظام رتبه بندی QS که هرساله برترین دانشگاه‌های جهان را اعلام می‌کند این دانشگاه را در رده 580-571دنیا و چهارم لبنان در سال 2022 رتبه‌بندی کرده‌است.